# Xiroki Kamix
Xiroki Kamix (en rus: Широкий Камыш) és un poble (un khútor) del krai de Stàvropol, a Rússia, que en el cens del 2010 tenia 495 habitants. Pertany al districte rural de Kurskaia.